# Чигогидзе, Александр
Александр (Алико) Чигогидзе (груз. ალექსანდრე ჩიგოგიძე) (1 января 1955, Тбилиси — 14 декабря 2014, Нью-Йорк, Нью-Йорк) ― грузинский математик-тополог, доктор физико-математических наук, профессор.

## Биография
Родился  1 января 1955 года в Тбилиси, Грузинская ССР.
С детства отличался большим математическим талантом, входил в команду юных математиков Грузии и успешно участвовал в Всесоюзных школьных олимпиадах по математике. В 1972 году стал студентом механико-математического факультета Тбилисского государственного университета. Он был на втором курсе, когда серьезно заинтересовался топологией и всю оставшуюся жизнь проработал как в общей, так и в геометрической топологии. Когда были опубликованы его первые научные статьи, он был еще студентом четвертого курса.
В 1977 году окончил Тбилисский государственный университет и продолжил учебу в аспирантуре. В 1980 году защитил кандидатскую диссертацию в Тбилисском государственном университете. С 1984 по 1991 год работал на кафедре общей топологии МГУ имени М.В. Ломоносова ведущим научным сотрудником. В 1989 году защитил докторскую диссертацию в Московском университете.
После провозглашения независимости Грузии Алеко Чигогидзе вернулся в Грузию и продолжил работать ведущим научным сотрудником в Институте математики имени Андреа Размадзе.
После свержения правительства Звиада Гамсахурдиа Алеко Чигогидзе эмигрировал. Сначала жил в Канаде, а затем в США. В течение многих лет был профессором Саскачеванского университета (Канада), был деканом факультета математических наук Университета Северной Каролины (США), а в последние годы своей жизни был деканом  Колледжа Статен-Айленда (Городской университет Нью-Йорка).
Автор двух научных монографий и более ста научных работ. Алико Чигогидзе была главным редактором известного международного журнала «Топология и ее приложения».
Научные интересы Чигогидзе были в основном связаны с топологией, функциональным анализом, операторными алгебрами и метрической геометрией.
Александр Чигогидзе скончался в Нью-Йорке 15 декабря 2014 года.